# Нижнеюринское (сельское поселение)
Нижнеюринское — упразднённое муниципальное образование со статусом сельского поселения в Малопургинском районе Удмуртии Российской Федерации.
Административный центр — деревня Нижние Юри.
25 июня 2021 года упразднено в связи с преобразованием муниципального района в муниципальный округ.

## История
Статус и границы сельского поселения установлены Законом Удмуртской Республики от 14 июля 2005 года № 47-РЗ «Об установлении границ муниципальных образований и наделении соответствующим статусом муниципальных образований на территории Малопургинского района Удмуртской Республики».

## Население
| 2010  | 2012  | 2013  | 2014  | 2015  | 2016  | 2017  |
| ----- | ----- | ----- | ----- | ----- | ----- | ----- |
| 1565  | ↗1588 | ↘1565 | ↘1558 | ↘1545 | ↗1576 | ↘1572 |
| 2018  | 2019  | 2020  |       |       |       |       |
| ↘1555 | →1555 | ↘1534 |       |       |       |       |

## Состав сельского поселения
| № | Населённый пункт | Тип населённого пункта          | Население |
| - | ---------------- | ------------------------------- | --------- |
| 1 | Нижние Юри       | деревня, административный центр | ↗778      |
| 2 | Новая Монья      | деревня                         | ↘418      |
| 3 | Средние Юри      | деревня                         | ↗392      |